# Juni 2013
Portal Geschichte | Portal Biografien | Aktuelle Ereignisse | Jahreskalender | Tagesartikel

◄ |
20. Jahrhundert |
21. Jahrhundert

◄ |
1980er |
1990er |
2000er |
2010er
| 2020er | 2030er | 2040er

◄ |
2009 |
2010 |
2011 |
2012 |
2013
| 2014 | 2015 | 2016 | 2017 | ►

◄ |
März 2013 |
April 2013 |
Mai 2013 |
Juni 2013 |
Juli 2013 |
August 2013 |
September 2013 |
►
Dieser Artikel behandelt tagesbezogene Nachrichten und Ereignisse im Juni 2013.

## Tagesgeschehen

### Samstag, 1. Juni 2013

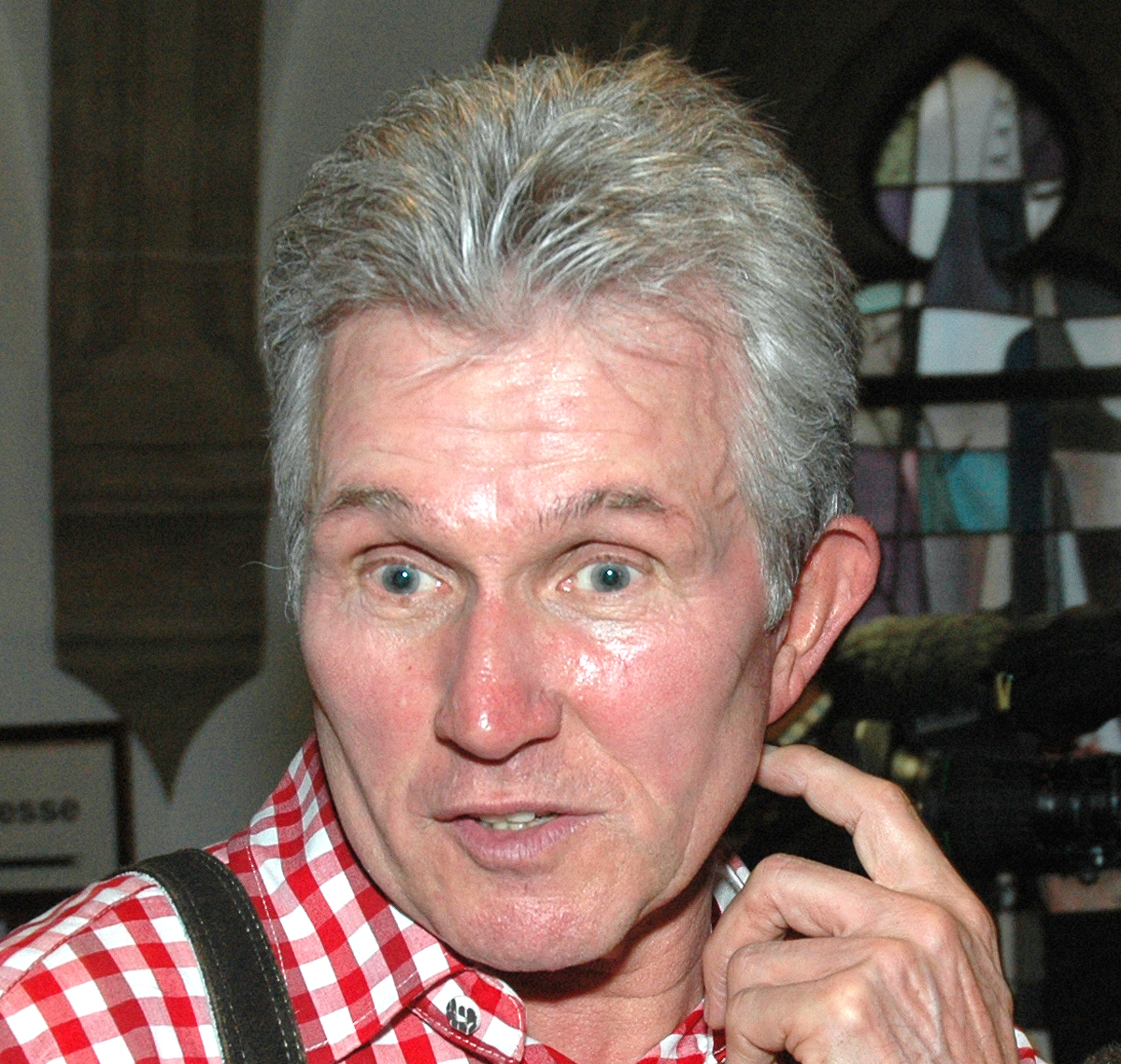
Jupp Heynckes, Trainer des FC Bayern München

- Basel/Schweiz: Der Titelverteidiger FC Basel ist offiziell Schweizer Fussballmeister 2013.
- Berlin/Deutschland: Am Brandenburger Tor beginnt das 18. Umweltfestival mit dem Motto Lebensraum Zukunft![1]
- Berlin/Deutschland: Im Finale des DFB-Pokals besiegt der FC Bayern München den VfB Stuttgart mit 3:2 und schafft somit als erstes deutsches Männerteam das sogenannte „Triple“.[2]

### Sonntag, 2. Juni 2013

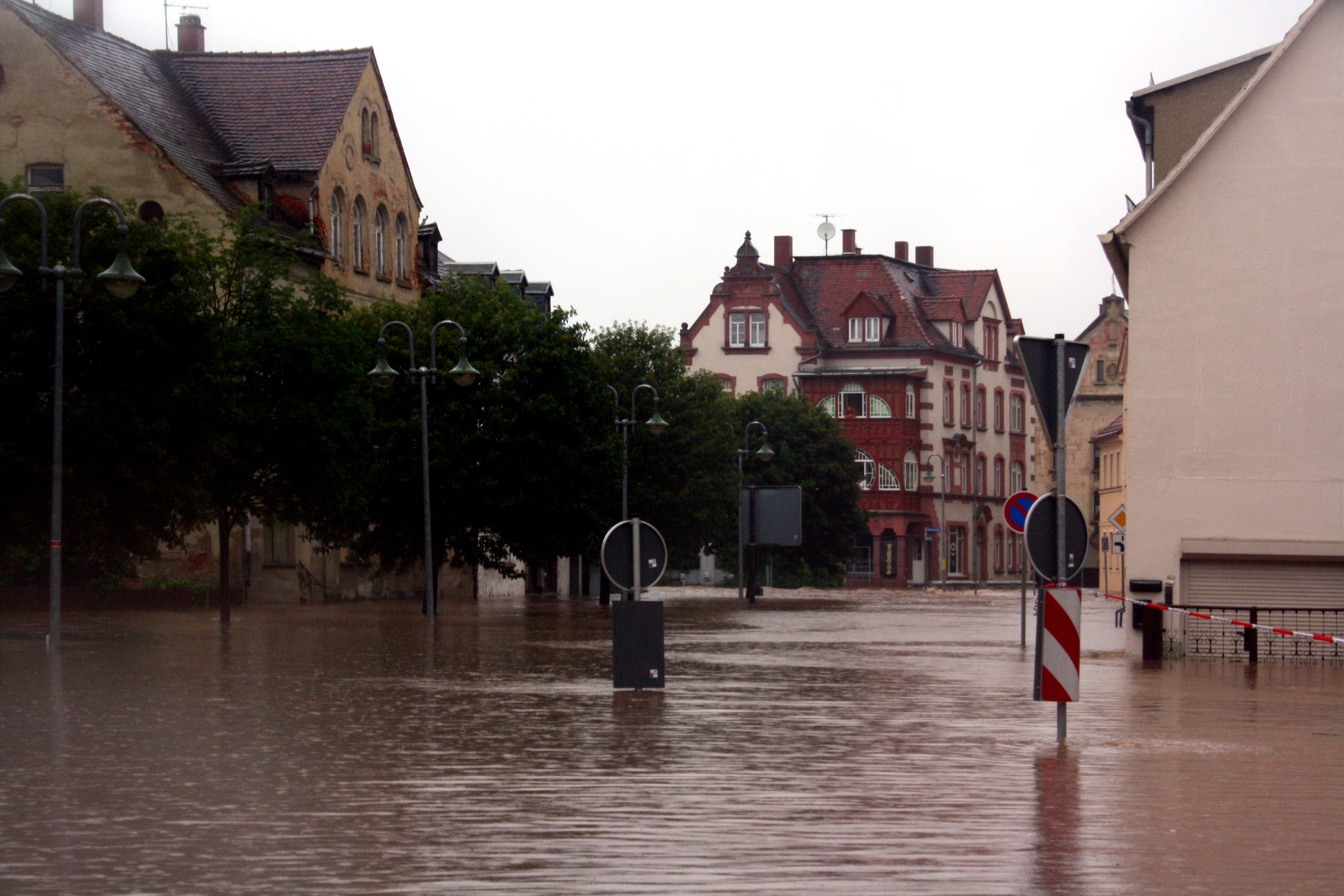
Pleiße-Hochwasser in Gößnitz, Thüringen

- Köln/Deutschland: Der HSV Hamburg gewinnt durch einen 30:29-Sieg nach Verlängerung gegen den FC Barcelona die Champions League 2012/2013 im Herren-Handball.[3]
- Mitteleuropa: Mehrere Orte werden aufgrund eines starken Hochwassers evakuiert, einige deutsche Städte rufen Katastrophenalarm aus.[4]
- Ramallah/Palästinensische Autonomiegebiete: Der palästinensische Präsident Mahmud Abbas ernennt Rami Hamdallah zum Ministerpräsidenten.[5]

### Montag, 3. Juni 2013
- Dehui/China: Durch ein Feuer in einem Geflügelschlachthof kommen mindestens 120 Menschen ums Leben, etwa 70 werden verletzt.[6]

### Mittwoch, 5. Juni 2013
- Berlin/Deutschland: Bundesverteidigungsminister Thomas de Maizière wird vom Verteidigungsausschuss des Deutschen Bundestages zur Euro-Hawk-Affäre befragt.[7]
- Ljubljana/Slowenien: Der ehemalige Ministerpräsident Janez Jansa wird wegen Bestechung zu zwei Jahren Gefängnis verurteilt.[8]
- Wien/Österreich: Verleihung des Österreichischen Musiktheaterpreises 2013

### Donnerstag, 6. Juni 2013
- Karlsruhe/Deutschland: Das Bundesverfassungsgericht erklärt die Ungleichbehandlung von Ehen und eingetragenen Lebenspartnerschaften beim Ehegattensplitting für verfassungswidrig.[9]

### Freitag, 7. Juni 2013
- Washington, D.C./Vereinigte Staaten: In den Medien wird bekannt, dass die US-amerikanische Regierung durch das Überwachungsprogramm PRISM seit 2007 Ausländer überwacht und ausspioniert.[10]
- Xiamen/China: Bei einem durch Brandstiftung verursachten Feuer in einem Bus werden 47 Menschen getötet.[11]

### Sonntag, 9. Juni 2013
- Bern/Schweiz: Die von der Schweizerischen Volkspartei lancierte Volksinitiative «Volkswahl des Bundesrates» wird von allen Kantonen und 76 Prozent der Wähler abgelehnt.[12]
- London/Vereinigtes Königreich: Der Guardian gibt Edward Snowden als Quelle für die Enthüllungen in der NSA-Überwachungsaffäre bekannt.[13]

### Montag, 10. Juni 2013

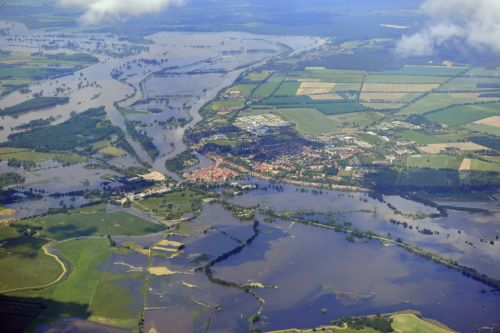
Elbe-Hochwasser an der Havel-Einmündung

- Bonn/Deutschland: Die Leitung der Bundeswehr bezeichnet ihre Maßnahmen rund um das Elbe-Hochwasser als bisher größten humanitären Inlandseinsatz der Armee. Aktuell sind die Anlieger im nördlichen Sachsen-Anhalt und im nordwestlichen Brandenburg am stärksten von Deichbrüchen bedroht.[14]

### Dienstag, 11. Juni 2013

Logo der ERT

- Athen/Griechenland: Als Sparmaßnahme im Zuge der Finanzkrise ordnet die Regierung Samaras die Schließung der staatlichen Rundfunk- und Fernsehanstalt ERT an.[15]
- Moskau/Russland: Die Duma verabschiedet ohne Gegenstimmen bei nur einer Enthaltung ein Gesetz, das „Werbung für nicht traditionelle sexuelle Beziehungen“ unter Strafe stellt.[16]
- Tokio/Japan: Funktionäre des Verbands Nippon Professional Baseball geben zu, in den beiden höchsten Baseball-Ligen manipulierte Spielbälle geduldet zu haben, und bringen damit den japanischen Baseballskandal ins Rollen.
- Yaren/Nauru: Baron Waqa wird zum Präsidenten des Inselstaates gewählt.[17]

### Mittwoch, 12. Juni 2013

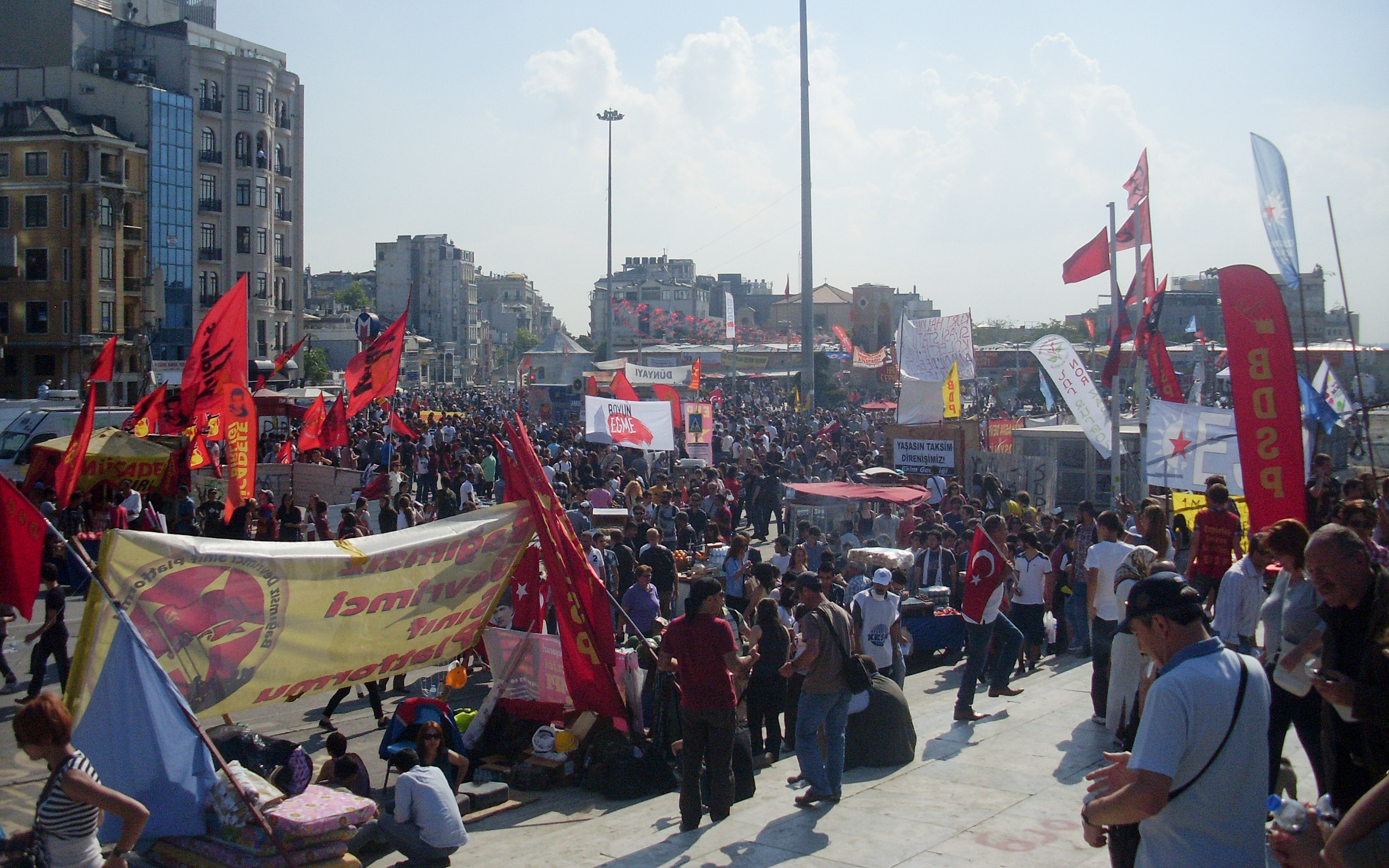
Demonstranten auf dem Taksim-Platz

- Berlin/Deutschland: Bundespräsident Joachim Gauck legt den Grundstein für den Neubau des Stadtschlosses[18]
- Bad Harzburg/Deutschland: Der Recyclinghof westlich der Ortschaft Harlingerode ging in Flammen auf, über 250 Feuerwehrleute aus dem gesamten Landkreis Goslar mussten anrücken[19]
- Istanbul/Türkei: Die Polizei räumt den von Demonstranten gegen die Regierung Erdoğan besetzten Taksim-Platz.[20]

### Donnerstag, 13. Juni 2013
- Washington, D.C./Vereinigte Staaten: Der Oberste Gerichtshof verbietet in einer Grundsatzentscheidung Patente auf menschliche DNA.[21]

### Freitag, 14. Juni 2013

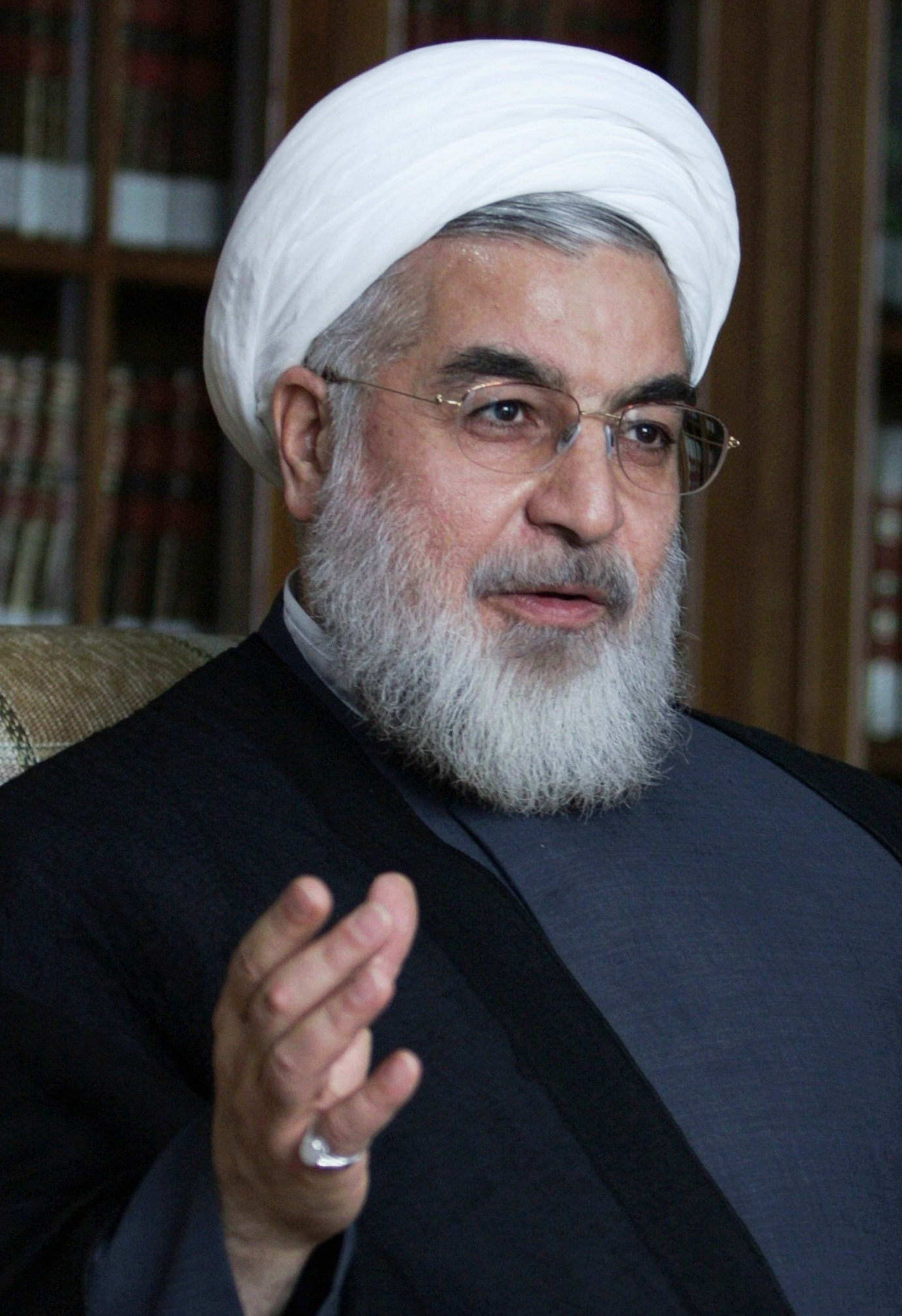
Hassan Rohani

- Teheran/Iran: Der als reformorientiert geltende Geistliche Hassan Rohani gewinnt mit knapp 51 Prozent der Stimmen die Präsidentschaftswahl im Iran.[22]
- Toulouse/Frankreich: Der Airbus A350 absolviert seinen Erstflug.[23]

### Samstag, 15. Juni 2013
- Brasília/Brasilien: Im Eröffnungsspiel des FIFA-Konföderationen-Pokals besiegt Brasilien Japan mit 3:0.[24]

### Sonntag, 16. Juni 2013
- Frankfurt am Main/Deutschland: Dem Philosophen Peter Sloterdijk wird in der Paulskirche der Ludwig-Börne-Preis verliehen.[25]

### Montag, 17. Juni 2013
- County Fermanagh/Vereinigtes Königreich: Die Staatschefs der Gruppe der Acht und zwei Vertreter der Europäischen Union treffen sich am Ufer des Flusses Lough Erne in Nordirland zum 39. Weltwirtschaftsgipfel.[26][27]
- Prag/Tschechische Republik: In Zusammenhang mit einer Korruptions- und Amtsmissbrauchsaffäre tritt Ministerpräsident Petr Nečas von seinem Amt zurück.[28]

### Dienstag, 18. Juni 2013
- Budapest/Ungarn: Die Staatsanwaltschaft erhebt Anklage gegen den mutmaßlichen Kriegsverbrecher László Csatáry.[29]

### Mittwoch, 19. Juni 2013

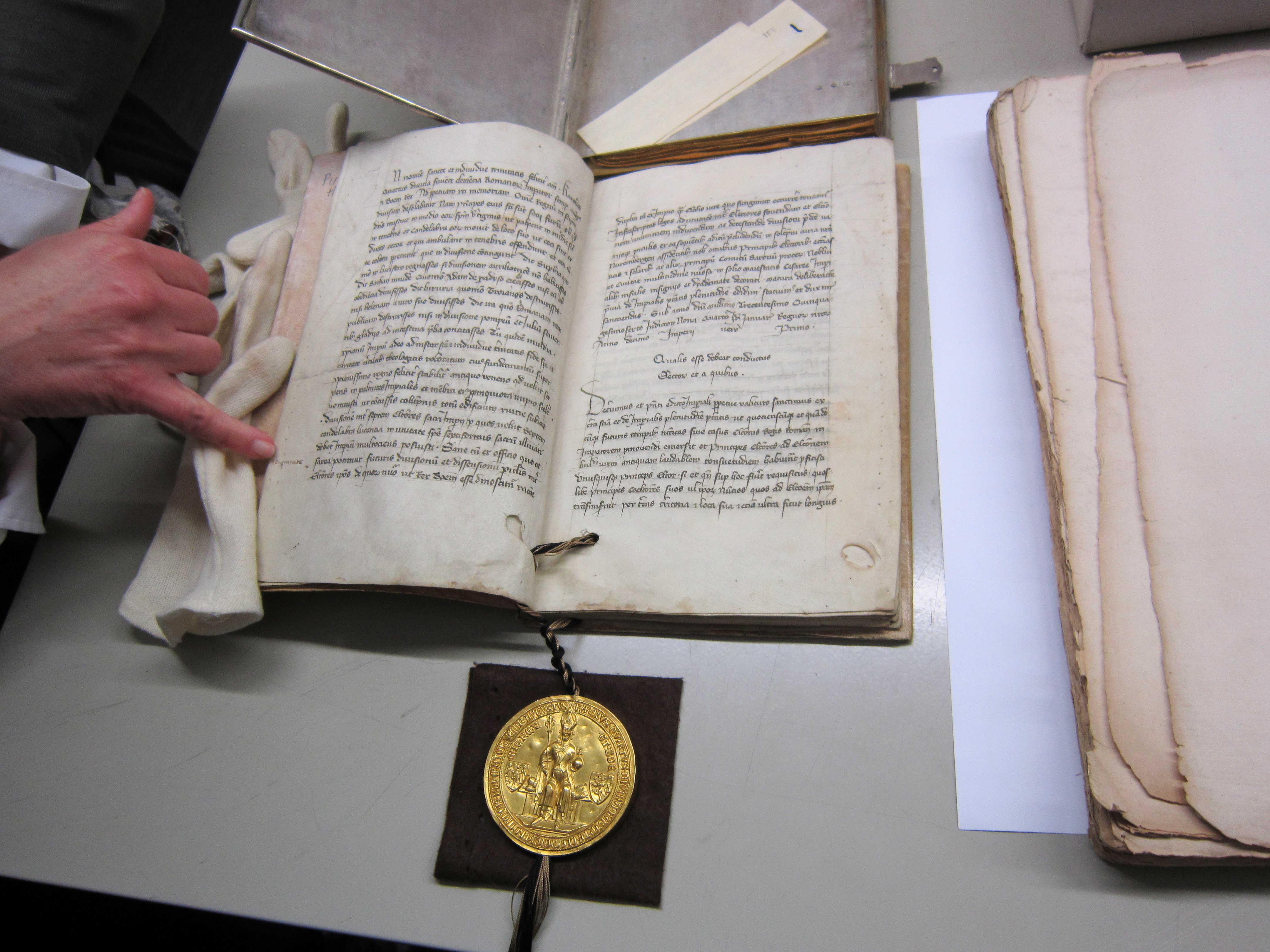
Ein Exemplar der Goldenen Bulle

- Phnom Penh/Kambodscha: Die UNESCO erklärt u. a. den Gesetzestext der Goldenen Bulle, die Himmelsscheibe von Nebra, Schriften von Karl Marx, das Lorscher Arzneibuch und die Nobs-Sammlung von Bewegtbild- und Tonaufnahmen des Montreux Jazz Festivals zum Weltdokumentenerbe.[30]
- Wien/Österreich: Der Baukonzern Alpine Bau GmbH stellt Antrag auf Insolvenz.[31]

### Donnerstag, 20. Juni 2013
- Miami/Vereinigte Staaten: Im entscheidenden siebten Spiel der Finalserie der Basketballliga NBA besiegen die Miami Heat die San Antonio Spurs mit 95:88 und werden damit zum dritten Mal NBA-Meister.[32]

### Freitag, 21. Juni 2013
- London/Vereinigtes Königreich: In den Medien wird bekannt, dass der britische Geheimdienst GCHQ unter dem Codenamen Tempora ein Programm zur Überwachung des weltweiten Datenverkehrs im Internet betreibt.[33]

### Sonntag, 23. Juni 2013
- Kassel/Deutschland: Mit einem Rekord von 1,83 Millionen Besuchern geht der 53. Hessentag zu Ende.[34]
- Le Mans/Frankreich: Loïc Duval, Tom Kristensen und Allan McNish auf Audi R18 e-tron quattro gewinnen das 81. 24-Stunden-Rennen.[35]
- Phnom Penh/Kambodscha: Die UNESCO nimmt unter anderem den Bergpark Wilhelmshöhe in Kassel in die Liste des Welterbes auf.[36]
- Tirana/Albanien: Bei der Parlamentswahl erreicht das Linksbündnis unter Führung der Sozialistischen Partei 52,7 % der Stimmen, die bisher regierenden Konservativen unter Führung der Demokratischen Partei erreichen 36,3 %.[37]

### Montag, 24. Juni 2013
- London/Vereinigtes Königreich: Beginn der Wimbledon Championships im Tennis.
- Mailand/Italien: Silvio Berlusconi wird im Ruby-Prozess in erster Instanz zu sieben Jahren Haft verurteilt.[38]

### Dienstag, 25. Juni 2013
- Stuttgart/Deutschland: Im Rahmen von Ermittlungen gegen mutmaßliche Islamisten, die terroristische Anschläge mittels Modellflugzeugen geplant haben sollen, durchsucht die Polizei mehrere Wohnungen in Deutschland und Belgien.[39]
- Doha/Katar: Hamad bin Chalifa Al Thani dankt als Staatsoberhaupt des Emirats ab und übergibt die Macht an seinen Sohn Tamim bin Hamad Al Thani.[40]
- Washington, D.C./Vereinigte Staaten: Der Oberste Gerichtshof hebt einen Paragraphen des Voting Rights Acts auf, der zur Vermeidung rassischer Benachteiligungen Wahlen in bestimmten Bundesstaaten und Counties unter Bundesaufsicht stellte.[41]

### Mittwoch, 26. Juni 2013
- Washington, D.C./Vereinigte Staaten: Der Oberste Gerichtshof erklärt die im Defense of Marriage Act festgelegte Ungleichbehandlung gleichgeschlechtlicher Ehen für verfassungswidrig und entscheidet zudem, dass gleichgeschlechtliche Ehen im Bundesstaat Kalifornien nach knapp vier Jahren Verbot wieder erlaubt sind.[42]

### Donnerstag, 27. Juni 2013

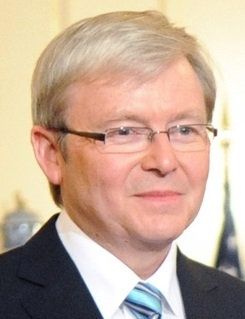
Kevin Rudd

- Canberra/Australien: Nach einem Misstrauensvotum innerhalb der Australian Labor Party löst Kevin Rudd Julia Gillard im Amt des Premierministers ab.[43]

### Samstag, 29. Juni 2013
- Lodrino/Schweiz: Im Tessin touchiert der Rotor eines Helikopters bei einem Manöver einen Felsen bei Lodrino. Der Pilot verliert, nachdem er weiterfliegen kann, die Kontrolle und stürzt bei Iragna Tessin ab. Die 4 noch an Bord befindende Personen kommen dabei ums Leben.

### Sonntag, 30. Juni 2013
- Yarnell/Vereinigte Staaten: Bei einem Einsatz gegen Waldbrände kommen 19 Feuerwehrleute ums Leben.[44]
- Rio de Janeiro/Brasilien: Die brasilianische Fußballnationalmannschaft gewinnt mit einem 3:0-Finalsieg gegen Weltmeister Spanien zum dritten Mal in Folge den Confederations Cup.[45]

## Weblinks

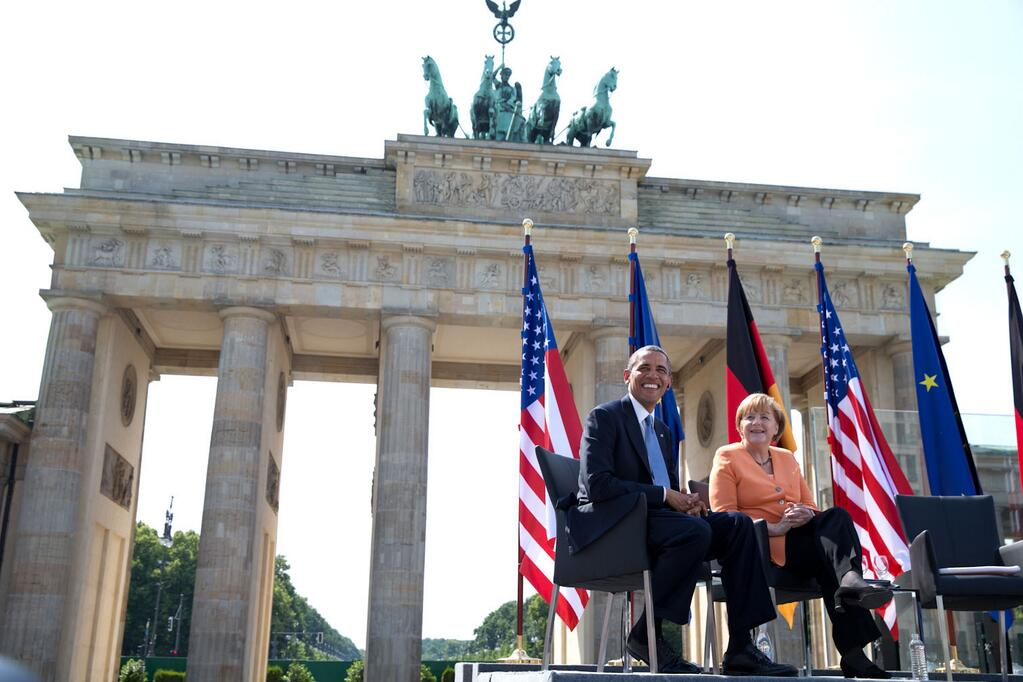
Berlin im Juni 2013